# اقتصاص غير قانوني
اقتصاص غير قانوني أو اليقظة (بالإنجليزية: Vigilantism)‏ هي عملية منع الجرائم والتحقيق فيها ومعاقبتها دون سلطة قانونية.
الحارس الاقتصاصي (مستعار من الكلمة الإسبانية (بالإسبانية: Vigilante)‏، والتي تعني "الحارس" أو "المراقب"، ومن الكلمة اللاتينية (باللاتينية: Vigilāns)) هو الشخص الذي يمارس أو يشارك في أعمال اليقظة، أو يتولى السلامة العامة والعدالة الجزائية دون عمولة.

## التعريف
وفقًا للعالمة السياسية ريجينا باتسون، فإن اليقظة هي "منع الجرائم أو التحقيق فيها أو معاقبتها بشكل خارج عن القانون". يتكون التعريف من ثلاثة مكونات:
- خارج نطاق القانون: تتم أعمال اليقظة خارج نطاق القانون (وليس بالضرورة انتهاكًا للقانون).
- الوقاية أو التحقيق أو العقاب: تتطلب اليقظة إجراءات محددة، وليس فقط المواقف أو المعتقدات.
- الجريمة: اليقظة هي رد فعل على جريمة محسوسة أو انتهاك لقاعدة رسمية.

وقد عرّف علماء آخرون "القصاص الجماعي" بأنه "عنف جماعي لمعاقبة الإساءات المتصورة للمجتمع".

## أنظر أيضاً
- فرق الموت
- عقوبة خارج نطاق القضاء
- ثأر
- المضايقات
- كاشف الفساد